# BEAT OF METAL MOTION
『BEAT OF METAL MOTION』（ビート・オブ・メタル・モーション）は、VOW WOWの1枚目のオリジナル・アルバム。

## 概要
バンド名を「VOW WOW」に変更してから初のスタジオ・アルバム。
2006年9月6日に東芝EMIより再発売した。
2011年4月20日には、Blu-spec CD仕様で再発売した。

## 収録曲
1. Break Down
  - 作詞：高橋研 / 作曲：山本恭司
2. Too Late To Turn Back
  - 作詞：人見元基 / 作曲：新美俊宏
3. Mask Of Flesh (Masquerade)
  - 作詞：沢村拓、クリス・モズデル / 作曲：厚見玲衣
4. Diamond Night
  - 作詞：沢村拓 / 作曲：山本恭司
5. Feel Alright
  - 作詞・作曲：山本恭司
6. Baby It's Alright
  - 作詞：高橋研 / 作曲：山本恭司
7. Lonely Fairy
  - 作曲：山本恭司
  - インストゥルメンタル曲。
8. Sleeping In A Dream House
  - 作詞：クリス・モズデル / 作曲：山本恭司
9. Rock Me
  - 作詞：高橋研 / 作曲：山本恭司
10. Beat Of Metal Motion
  - 作詞：クリス・モズデル / 作曲：山本恭司